# Gorro frigio

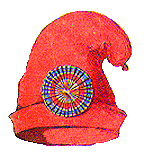
Gorro frigio portando la insignia tricolor.

Gorro frigio.

La libertad guiando al pueblo, de Delacroix.

El gorro frigio es una especie de capucha, de forma aproximadamente cónica-convexa pero con la punta curvada, confeccionado habitualmente con lana o fieltro. A pesar de su nombre, el gorro no está asociado únicamente a la región de Frigia (ubicada en Asia Menor, en la actual Turquía), sino también a otros pueblos de Anatolia y a regiones de Europa oriental, como Dacia y los Balcanes. En el arte griego del período helenístico aparece como atuendo característico de los orientales. Es uno de los atributos del dios Mitra o Mithras, en el culto de posible origen persa conocido como mitraísmo.
Durante la Independencia de Estados Unidos y la Revolución francesa el gorro frigio fue adoptado como símbolo de la libertad. Esto proviene de un error de esa época: los revolucionarios de los siglos XVIII y XIX confundieron el gorro frigio con el gorro píleo. El gorro píleo era el símbolo de la manumisión de los esclavos en la época romana. El esclavo liberado por su amo tenía permitido llevar un gorro píleo como símbolo de su libertad. Por eso los asesinos de Julio César mostraron al pueblo un gorro píleo montado sobre un palo para afirmar que habían liberado a Roma del "tirano".
En un mosaico bizantino de la Iglesia de San Apolinar el Nuevo (siglo VI), en la ciudad de Rávena, se puede observar como los magos de Oriente que acuden a adorar a Jesús llevan sendos gorros frigios. 
En el siglo XIX, el gorro frigio se consagra definitivamente como símbolo internacional de la libertad y el republicanismo. Lo lleva la alegoría de la Libertad que aparece guiando al pueblo en el conocido cuadro de Eugène Delacroix, de 1830. Marianne, personificación de la República Francesa, está tocada también con un gorro frigio. Durante los siglos XIX y XX ha sido utilizado como símbolo en varias repúblicas.
En la actualidad figura, como símbolo de la libertad, en el escudo de varias naciones americanas, como Paraguay, Argentina, Bolivia, Colombia, Cuba, Haití, Nicaragua y El Salvador, así como en escudos modernos de numerosas provincias y ciudades. También aparece en monedas y billetes de algunas naciones como Colombia, Cuba y México.
Representaciones de este símbolo fueron elegidas como las mascotas oficiales de los Juegos Olímpicos de París 2024, llamadas los Phryges.

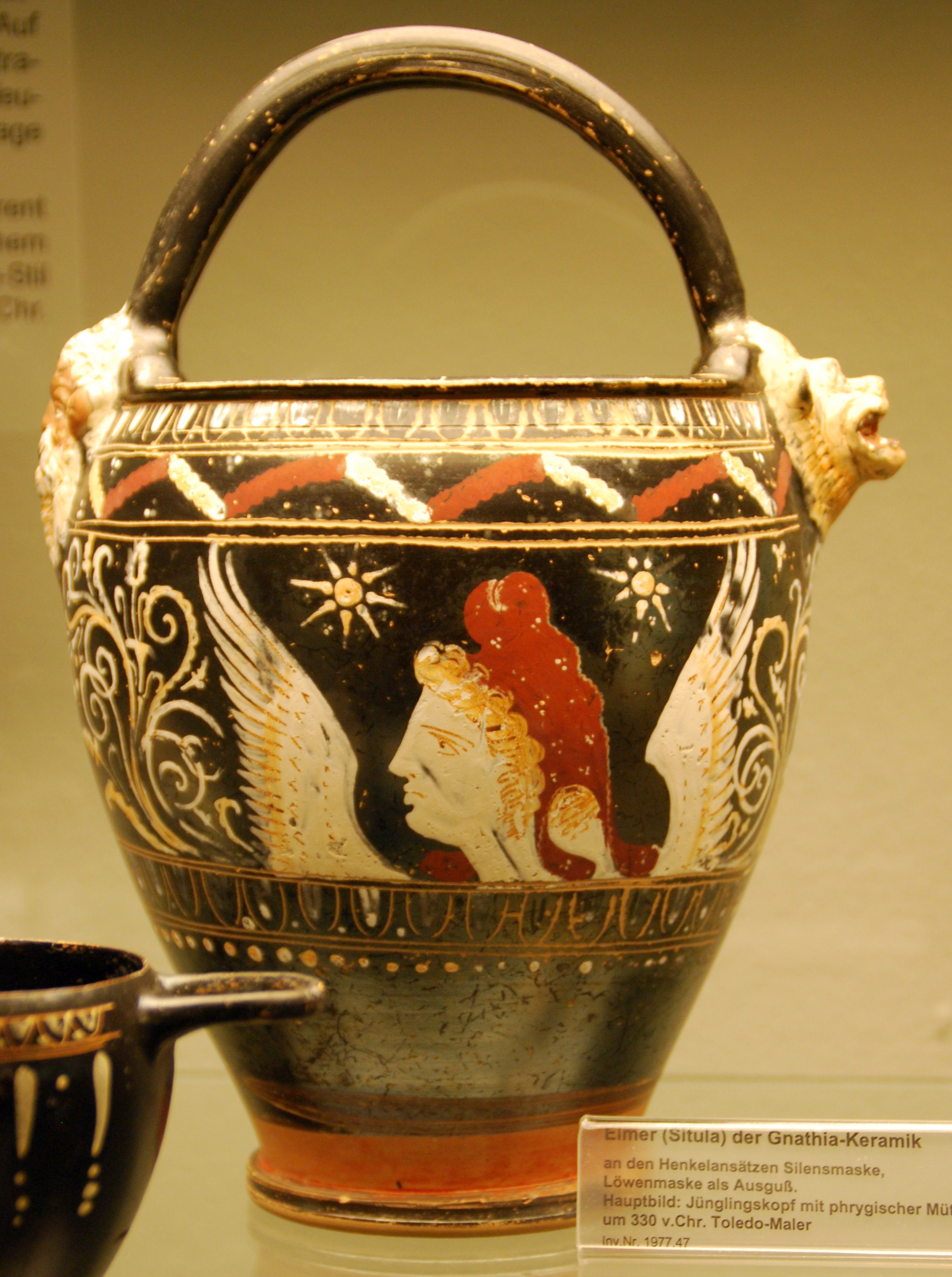
Gorro frigio como tocado de una esfinge alada de Macedonia. Ánfora griega, año 300 a. C.

## Como símbolo de la libertad
A finales de la Roma republicana, un capuchón de felpa suave llamado el pileus sirvió como un símbolo de los hombres libres, y fue dado simbólicamente a los esclavos en la manumisión, otorgándoles no solo su libertad personal, sino también libertas—la libertad como ciudadanos, con derecho a voto. Después del asesinato de Julio César en el 44 a. C., Bruto y sus co-conspiradores instrumentalizaron este simbolismo del píleo para significar el final de la dictadura de César y un retorno al sistema republicano (romano).
Estas asociaciones romanas del pileus con la libertad y el republicanismo se llevaron adelante al siglo XVIII, cuando el pileus fue confundido con el casquillo frigio, que entonces se convirtió en símbolo de esos valores.

### En Estados Unidos
En los años inmediatamente anteriores a la Guerra Revolucionaria de Independencia de Gran Bretaña, el símbolo del republicanismo y el sentimiento antimonárquico reapareció en los Estados Unidos como sombrero de Columbia, que a su vez fue visualizado como una personificación nacional femenina de diosa 'Estados Unidos' y de la propia Libertad. La gorra vuelve a aparecer en asociación con Columbia en los primeros años de la república, por ejemplo, en el anverso de la moneda de 1785 Immune Columbia, que muestra a la diosa con un casco sentado en un globo sosteniendo en la mano derecha una bandera estadounidense coronada por El gorro de la libertad.
A partir de 1793, la acuñación de Estados Unidos mostró con frecuencia a Columbia/Liberty llevando la gorra. El movimiento anti-federalista también instrumentalizó la figura, como en un dibujo animado de 1796 en el cual Columbia es abrumada por un águila americana enorme que sostiene un poste de la libertad debajo de sus alas. La última aparición de la gorra en la moneda circulante fue el Dollar Walking Liberty Half, que fue acuñado hasta 1947 (y reutilizado en el actual lingote de plata "Silver Eagle").
El ejército de los Estados Unidos ha utilizado desde 1778 un "Sello de la Oficina de Guerra", en el que el lema "Esto vamos a defender" se muestra directamente sobre una gorra frigia en una espada hacia arriba. También aparece en las banderas del estado de Virginia Occidental (como parte de su sello oficial), Nueva Jersey y Nueva York, así como el sello oficial del Senado de los Estados Unidos, el estado de Iowa, el estado de Carolina del Norte, así como las armas de su Senado) y en el reverso del Sello de Virginia.
En 1854, cuando el escultor Thomas Crawford estaba preparando modelos para la escultura para el Capitolio de los Estados Unidos, el Secretario de Guerra Jefferson Davis (que más tarde sería el presidente de los Estados Confederados de América) insistió en que un gorro frigio no se incluya en la Estatua de Libertad del capitolio, Sobre la base de que "la libertad americana es original y no la libertad del esclavo liberado". La tapa no fue incluida en la versión final de bronce que ahora está en el edificio.

## Representaciones gráficas del gorro frigio

### En la heráldica

Escudo de Argentina (1813)
Escudo de Bolivia (1826)
Escudo de la República Federal de Centro América (1824)
Escudo de Colombia
Escudo de Cuba (1849-1906)
Escudo de El Salvador
Sello del Ejército de los Estados Unidos (1778)
Sello del Senado de los Estados Unidos (1886)
Escudo de Haití (1807)
Escudo de Nicaragua
Escudo de la Nueva Granada (1834)
Sello de Hacienda de Paraguay (1842)
Primer Escudo de República Dominicana (1844)
Escudo de Venezuela (1812)
Escudo de Bahía (1891)
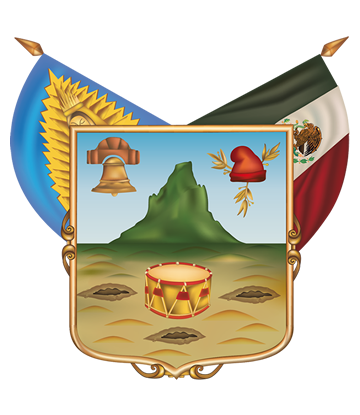
Escudo del estado de Hidalgo.
Escudo de Maceió (1957)

### En la vexilología

Bandera de la Confederación Argentina (año 1840 aprox.)
Primera bandera de la República de Gran Colombia (1819-1820)
Bandera de la Confederación de Venezuela (1811)
Bandera de Pereira

### En la numismática

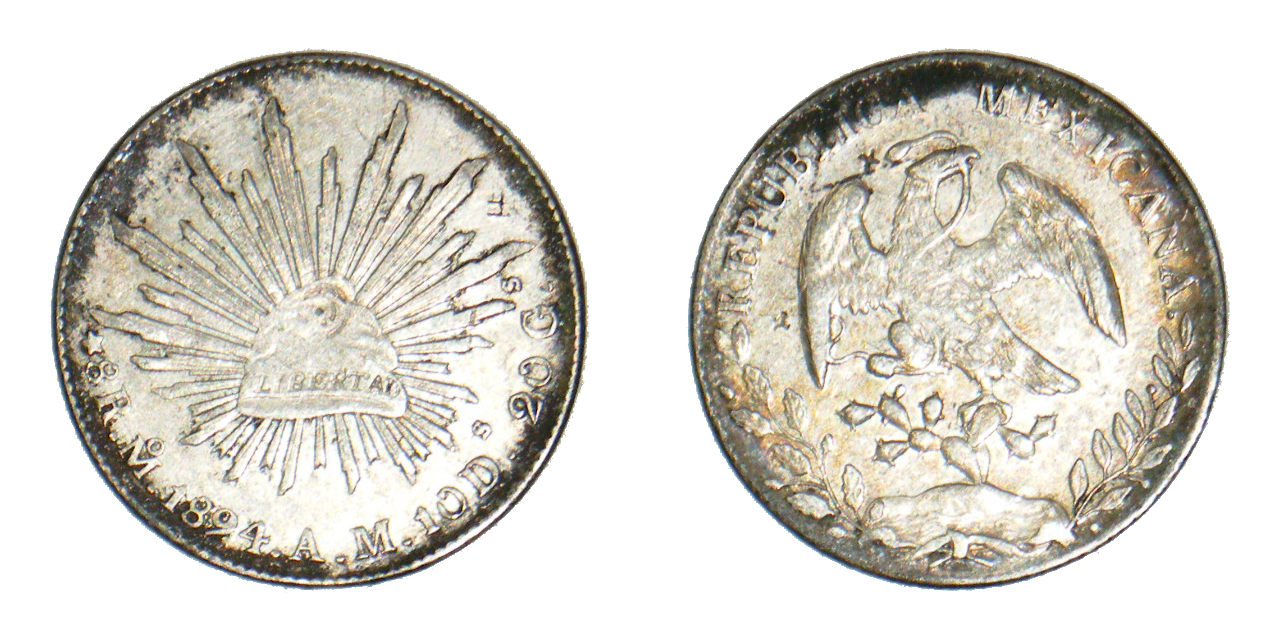
Moneda mexicana de 8 reales.
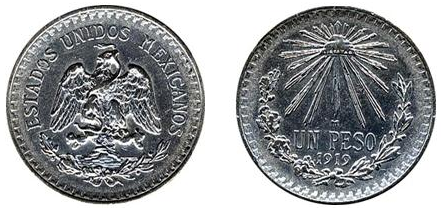
Moneda mexicana de 1 peso.
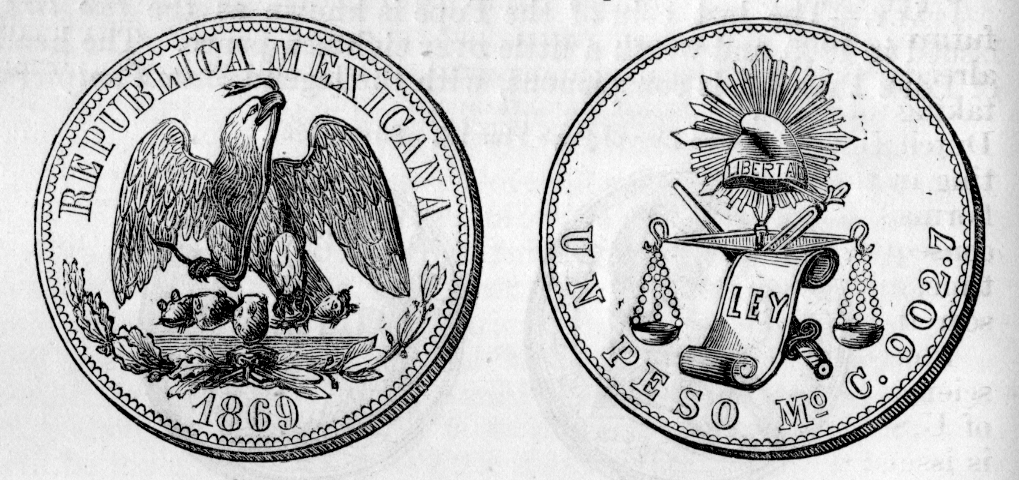
Moneda mexicana de 1 peso.
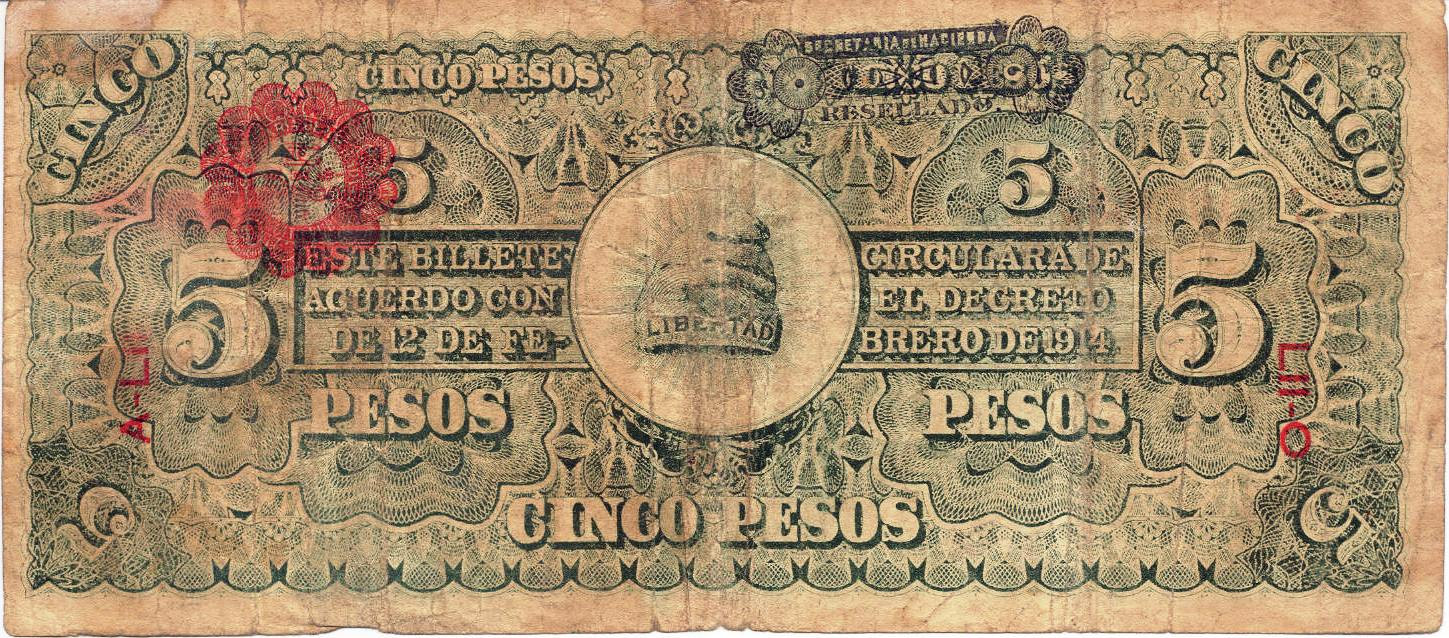
Billete mexicano de 5 pesos.
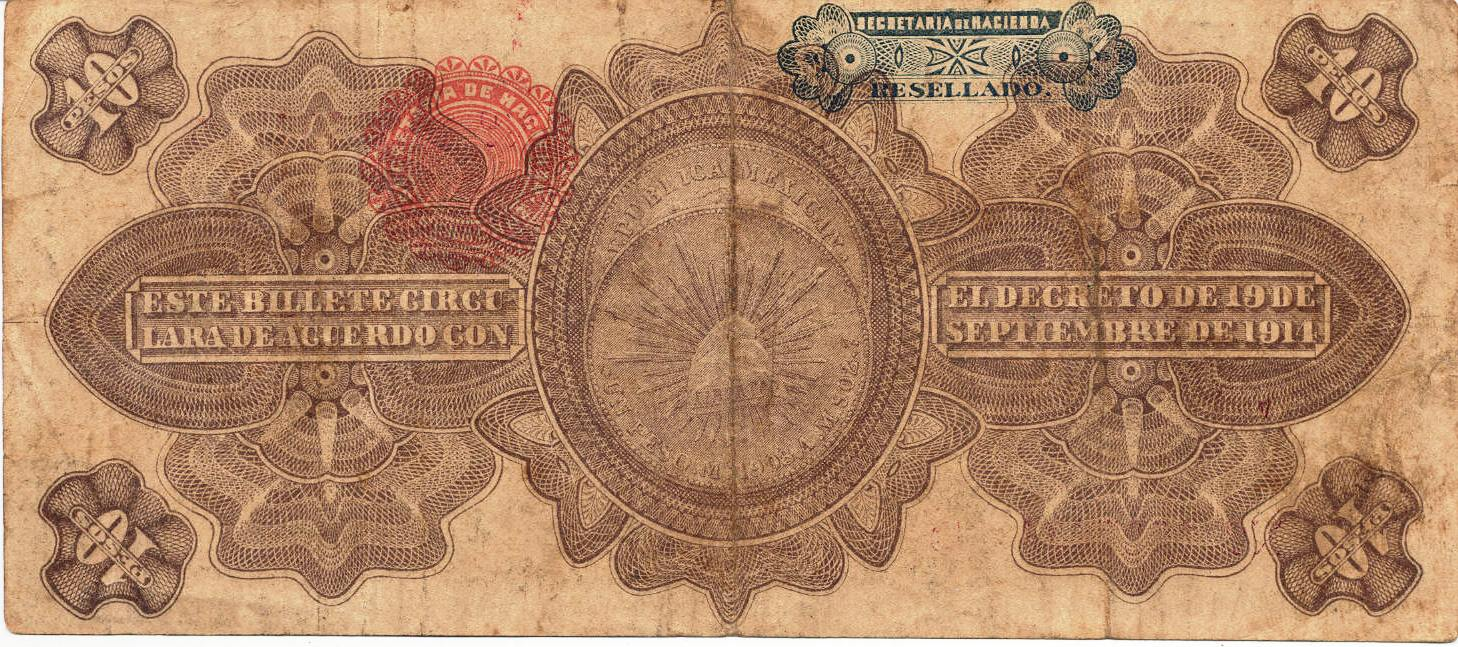
Billete mexicano de 10 pesos.

### En las artes

Emblema de la Unión Democrática (1945)
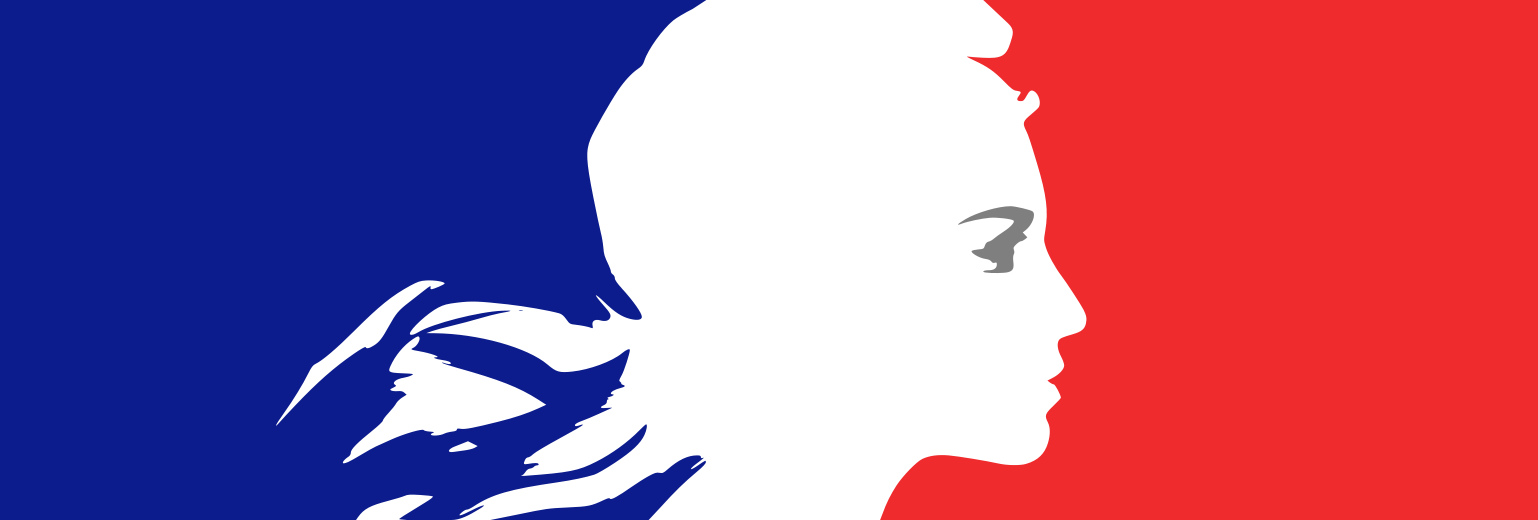
Marianne en el emblema oficial del gobierno francés (1999).
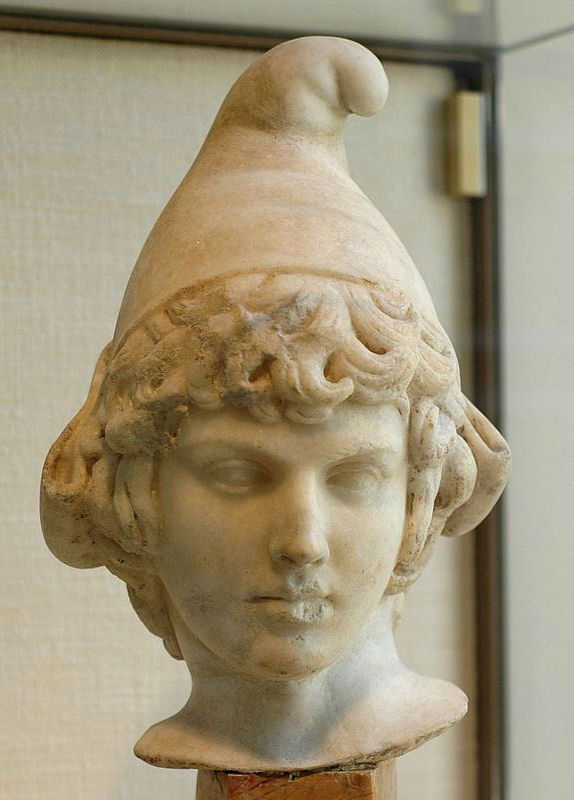
Busto de Atis.
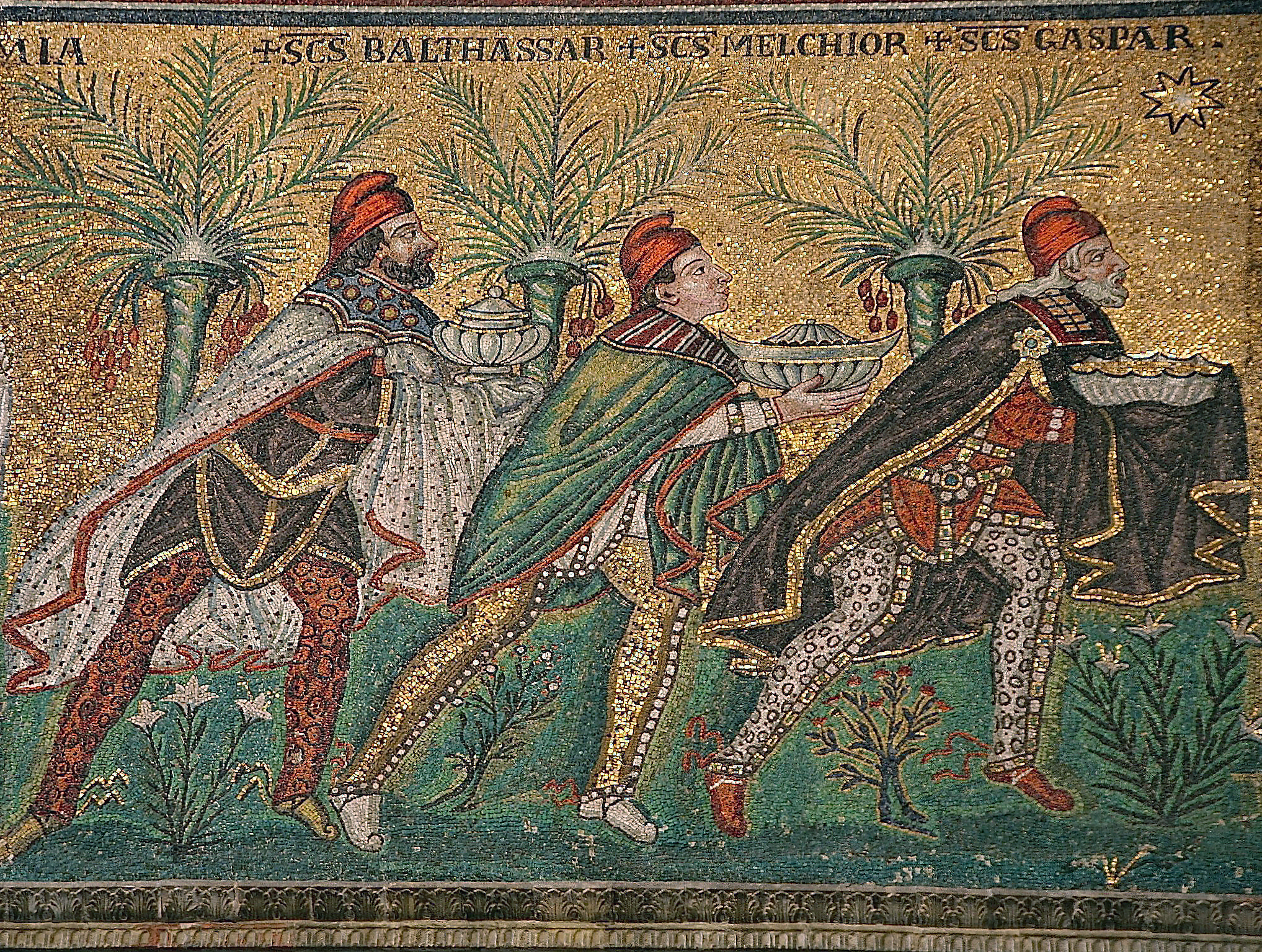
En un mosaico bizantino de los Reyes Magos.
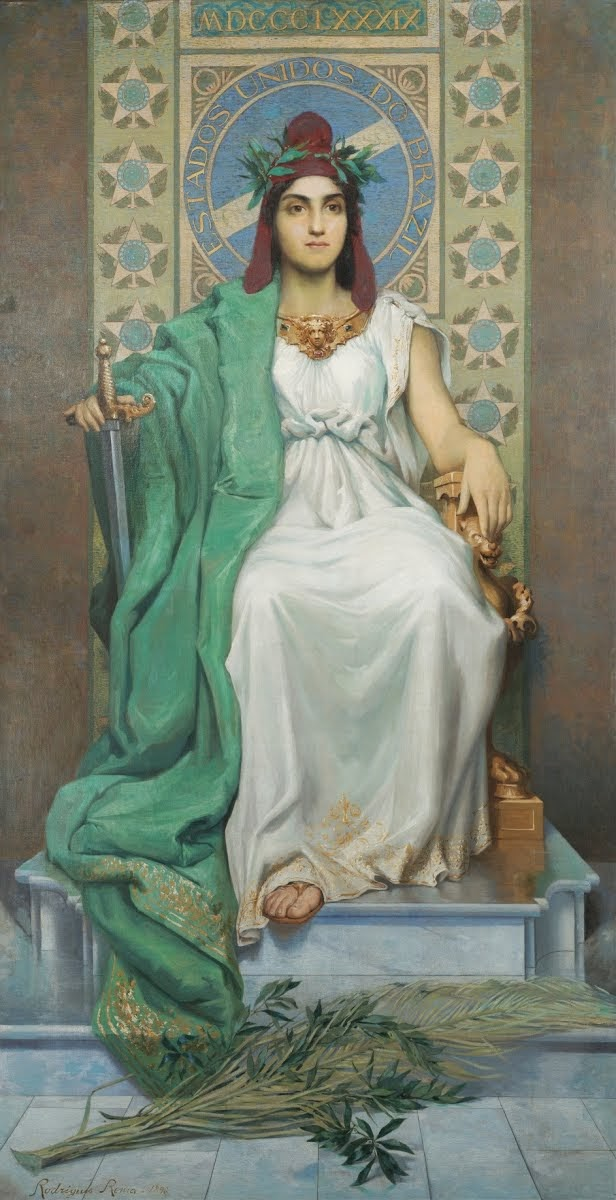
Efigie de la República del Brasil.
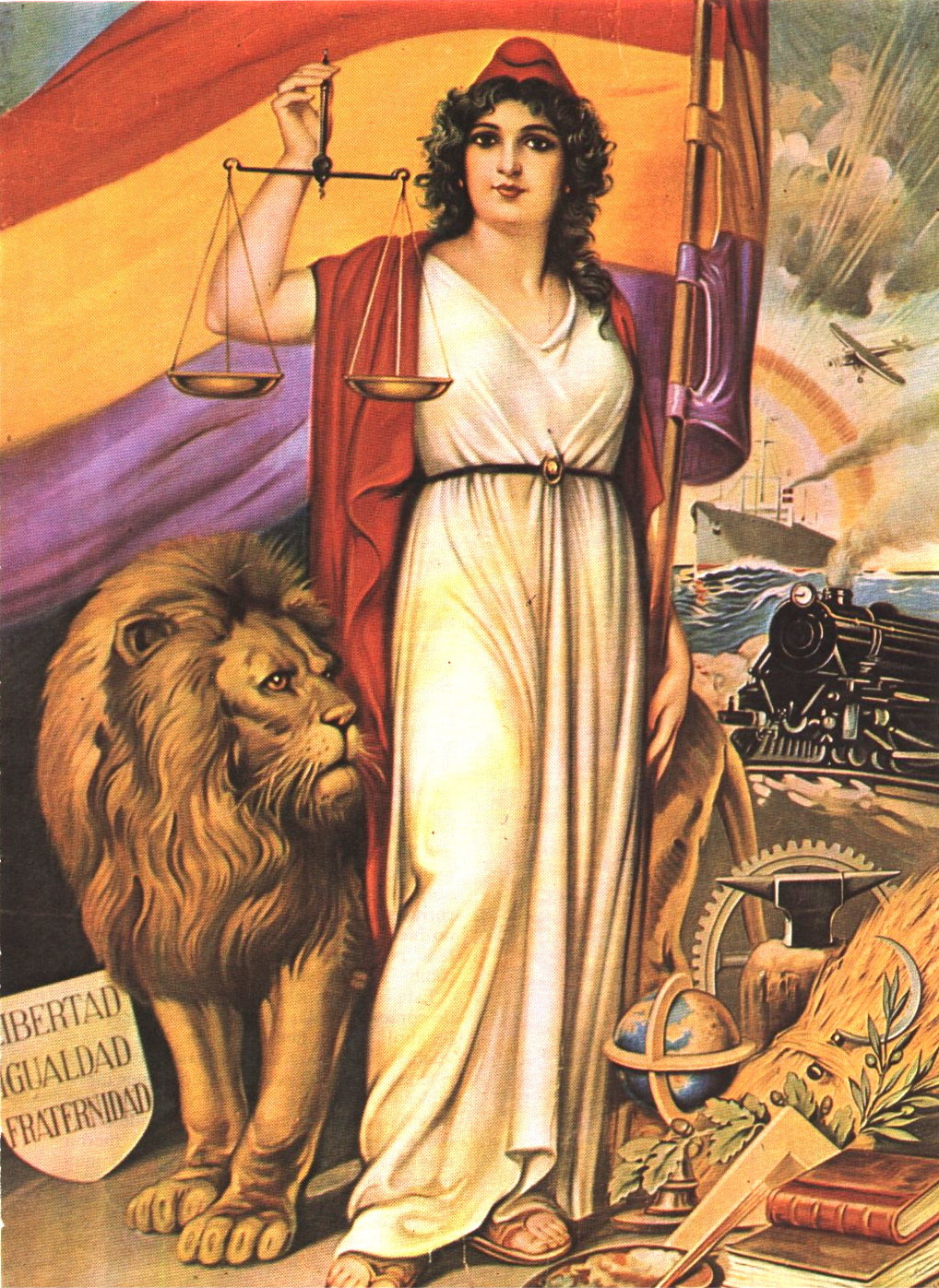
Alegoría de la Segunda República Española